# Vicente Viegas
Vicente Viegas (1170) era un noble portugués, III señor de Couto de Leomil, en el Reino de Portugal. Con Vicente Viegas comienza la familia de los Coutinhos.
Sus padres fueron Egas García da Fonseca, II señor de Couto de Leomil y Mayor Pais Romeu.
Su esposa era Sancha.
Su hijo Martim Vicente (1210) y luego el hijo de éste, Esteban Martins (1250) lo sucedieron como los señores de Couto de Leomil. 